# 利库德集团
利库德集团（希伯來語：‎，羅馬化：HaLikud，直译：鞏固），正式名称是聯合黨—全国自由运动（‎），是以色列的一个右翼保守主義政党，为以色列主要政党之一。该党起源于1931年—1948年活躍於巴勒斯坦託管地的猶太復國主義軍事組織伊爾貢；1948年以色列建国后，伊爾貢改组为“赫鲁特”党；1973年，赫鲁特与以色列自由党、自由中心、全国名单、争取大以色列运动组成政党联盟“利库德集团”；1977年，利库德集团首次成為以色列议会第一大政治势力，该党领导人梅纳赫姆·贝京成为以色列总理，此后長期作為執政黨（只在1992年—1996年、1999年—2001年、2006年—2009年及2021年6月—2022年11月失去政權）；1988年，利库德集团改组为政党。

## 歷史

### 修正錫安主義

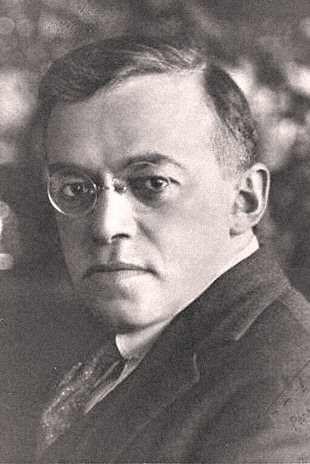
泽维·贾鲍京斯基

泽维·贾鲍京斯基是俄羅斯的猶太復國主義領袖、作家、詩人、演說家、士兵和敖德薩的猶太自衛組織的創始人，他與約瑟夫·特朗普爾多在第一次世界大戰英國軍隊中共同創立了猶太軍團，後來他在巴勒斯坦建立了幾個好戰的猶太組織，包括貝塔爾、哈特佐哈爾和伊爾貢。
在歷史上，利库德集团和泽维·贾鲍京斯基曾經倡導改革運動，世俗民族主義。然而，利库德集团的第一位總理和主席梅纳赫姆·贝京雖然本身是世俗，但其對猶太傳統和對傳統宗教猶太人，特別是來自北非和中東的傳統猶太人，非常欣賞他們的熱情態度。以色列人首先在1977年的選舉為利库德集团帶來權力。許多正統的以色列人發現利库德集团比任何其他主流政黨更為適合執政，而且近年來還有一大群哈雷迪人，主要是現代的哈雷迪人加入了利库德集团和在利库德集团建立了哈雷迪派。

### 利库德集团的形成和比金時期

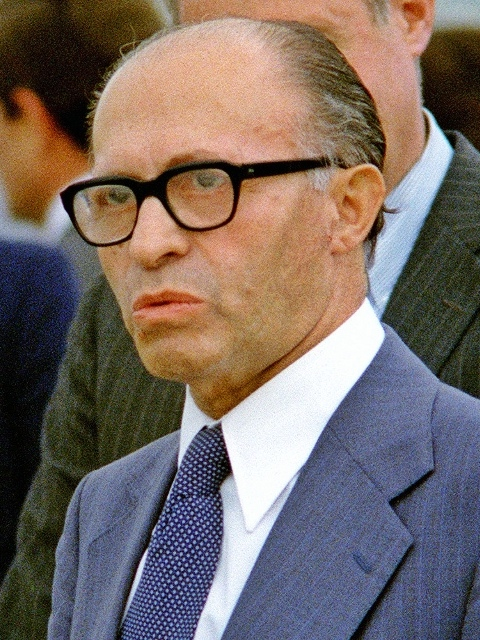
梅納赫姆·貝京在1977—1983年擔任總理，摄于任內

1948年，犹太恐怖主义组织伊爾貢被取缔，其成员另外建立“赫魯特”党，并发展为以色列最大的右翼政黨。1965年，赫魯特和以色列自由党组成“加哈尔”联盟。1973年以色列议会选举前，以色列的5個右翼政黨（赫魯特、以色列自由党、自由中心、全国名单和争取大以色列运动）组成政党聯盟“利库德集团”。它作為一個聯盟，一直在赫鲁特的領導下，直到1988年利库德集团改组为單一政黨。
利库德集团一直是政治家們之間的一種鬆散的聯盟，致力於不同的，有時甚至是相反的政策和意識形態，1981年的選舉突出了利库德集团的民粹主義派之間，由赫魯特的大衛利維領導的部門和自由黨，代表了世俗資產階級的政策議程。
利库德集团在1973年的第一次選舉中強有力的表現，導致工黨減少了12個席位，之後利库德集团贏得1977年的選舉，在排名領先11個席位。工黨首次失去第一大黨的地位，失去組閣權，貝京領導的利庫德集團能夠在正統派犹太教政黨的支持下組成一個政府，實現自獨立以來第一次政黨輪替。首先，利库德集团的第一位領導人梅納赫姆·貝京贏得1977年的選舉，為利库德集团帶來權力，於1977年6月20日成為利库德集团第一位總理。此後，利库德集团於1977年後長期成為執政黨，只在1992年至1996年、1999年至2001年、2006年至2009年間短暫失去政權，成為在野黨。
原先認為利库德集团作為正統派猶太教及右派所支持的政黨，令當時十分緊張的以阿關系升溫。然而，在貝京任內，以色列在美國總統吉米·卡特促成下，與埃及总统萨达特進行會談，美国、埃及和以色列三方在戴维营举行最高级会议。与会的三国首脑有美国总统卡特、埃及总统萨达特及以色列总理梅纳赫姆·贝京在持续12天的会议后的9月17日，埃以双方签署了《关于实现中东和平的纲要》和《关于签订一项埃及同以色列之间的和平条约的纲要》两份文件，即著名的戴维营协议，埃以双方並在第二年正式签署了和平条约。不過，貝京任內最具爭議的是在1980年決定修改基本法把耶路撒冷正式成為以色列「不可分割的」首都，導致聯合國緊急通過465號決議，這一決定使多國把大使館遷至特拉維夫。

### 沙米爾、內塔尼亞胡的第一任期和沙龍時期

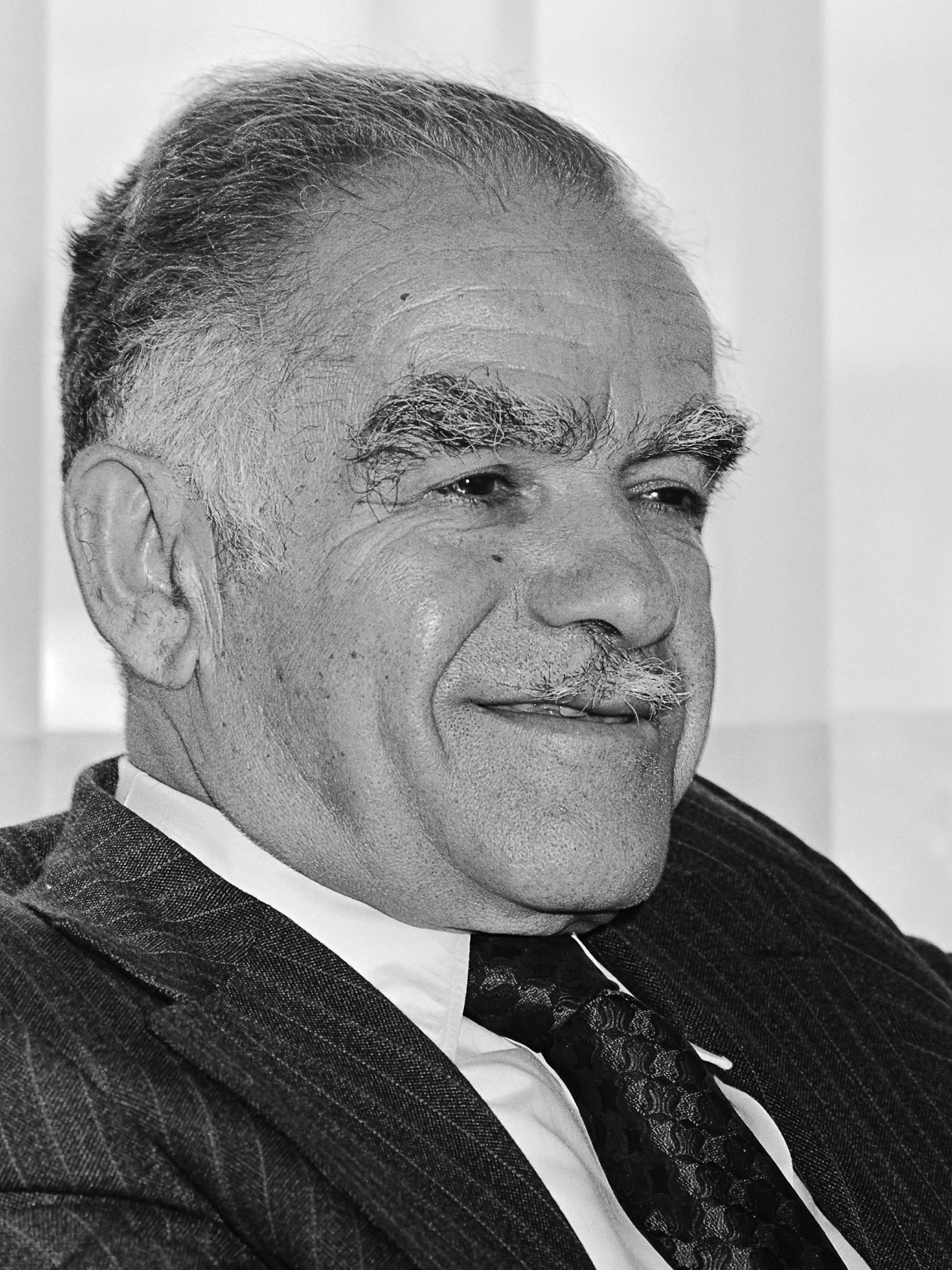
伊扎克·沙米尔于1983－1984年、1986－1992年擔任總理，在其領導下，利庫德集團更為右傾。

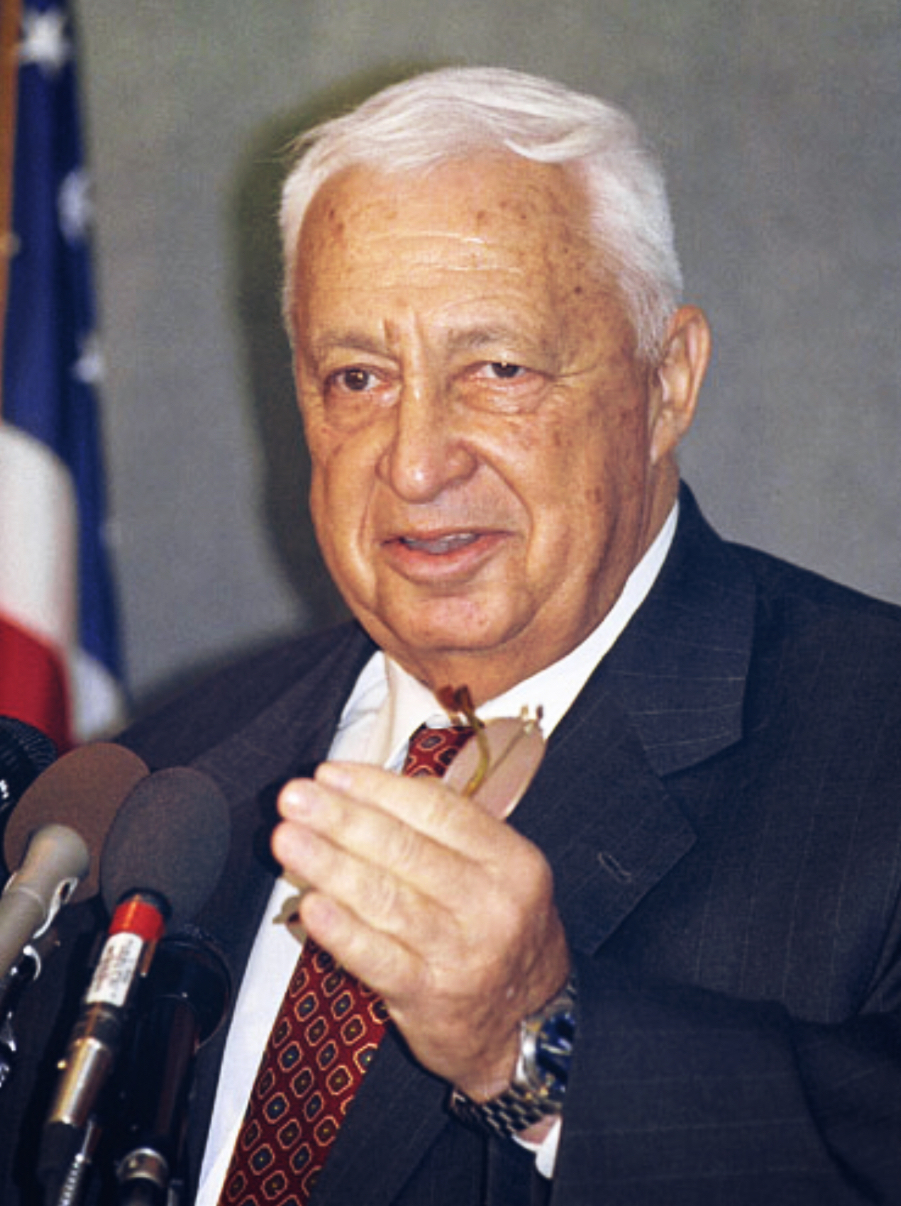
阿里埃勒·沙龍（2001－2006年擔任總理）

梅納赫姆·貝京在1983年10月10日辭職，伊扎克·沙米爾擔任利库德集团的第二位總理和主席，於1983年10月10日成為利库德集团第二位以色列總理。沙米爾是被廣泛認為是對西岸和加沙地帶定居點的意識形態的強硬派，他鼓勵和促進大規模猶太人從埃塞俄比亞和蘇聯移民以色列。雖然沙米爾未能贏得1984年的選舉，但是以色列工黨不能自己組成一個政府。1984年，利库德集团和政府組成了一個民族團結政府，希蒙·佩雷斯為總理，沙米爾為外交部長。1986年，佩雷斯和沙米爾轉職。這個政府在1990年仍然掌權，沙米爾將右翼政黨一起組成一個政府，直到1992年解散政府，宣告失敗。
沙米爾在後不久退休。他的繼任者本雅明·內塔尼亞胡擔任利库德集团的第三位主席，在伊扎克·拉賓被暗殺後，內塔尼亞胡於1996年6月18日成為利库德集团第三位以色列總理。內塔尼亞胡在實踐中被證明在實踐中不如他自己做出修辭，受到美國的壓力，內塔尼亞胡與巴勒斯坦解放組織進行談判，儘管他和鷹派對奧斯陸協定嚴厲批評。
1998年，內塔尼亞胡不情願的同意把“懷伊河備忘錄”中的以色列領土分割出去，不到一年後，內塔尼亞胡的右翼政府崩潰，1999年的總理選舉中工黨贏了利库德集团的內塔尼亞胡，導致利库德集团在1999-2001年成為在野黨。
但是，在之後的2001年2月總理選舉中，令人驚訝的是，內塔尼亞胡拒絕成為利库德集团的以色列總理候選人，這意味著擔任利库德集团的第四位總理和主席的將是阿里埃勒·沙龍。沙龍不像過去的利库德集团主席，面對第二次起義，沙龍奉行了一系列不同的政策，其中許多政策甚至在利库德集团之內都有爭議。最後的分裂是當沙龍宣佈單方面脫離加沙和西岸部分地區的政策時，這個想法證明在黨內極具分歧。

### 前進黨分裂
沙龍認為轉移政治中心，特別是在執行加沙撤離計劃時，疏遠了他與利库德集团的一些支持者，並分裂了利库德集团。在他離開之前，他面臨著幾次嚴重的挑戰。第一次是在2005年3月，當時沙龍和內塔尼亞胡提出了一個預算計劃遇到了激烈的反對，雖然它最終獲得批准。第二次是2005年9月，當沙龍在利库德集团一個早期主席選舉的提案進行投票，該選舉中沙龍的得票由52％減少到48％。2005年10月，以色列国会中利库德集团中的沙龍的反對派與在野黨一起阻止沙龍任命的兩個同事到內閣，表明沙龍實際上失去了對国会的控制，2006年的預算案不可能通過。
2005年11月，以色列工黨宣布退出沙龍的執政聯盟。2005年11月21日，沙龍宣布他將離開利库德集团並成立一個新的政黨——前進黨。前進黨包括一些利库德集团和以色列工黨的支持者。沙龍還宣布將於2006年初提前改選國會，舉行選舉。
但在2006年1月16日，沙龙嚴重中風昏迷，艾胡德·奧爾默特遂被推選為前進黨代理主席，及後正式成為前進黨的黨主席。2006年3月28日，國會選舉，新成立的前進黨就取得29席，成為第一大黨，並領先第二大黨以色列工黨足足10席；艾胡德·奧爾默特隨後便擔任以色列總理，聯合政府包括工黨、沙斯黨和以色列退休人士，以色列我們的家園在同年十月也加入聯合政府，但在2008年1月宣布退出執政聯盟以抗議奧爾默特政府與巴勒斯坦談判。

### 內塔尼亞胡的第二任期

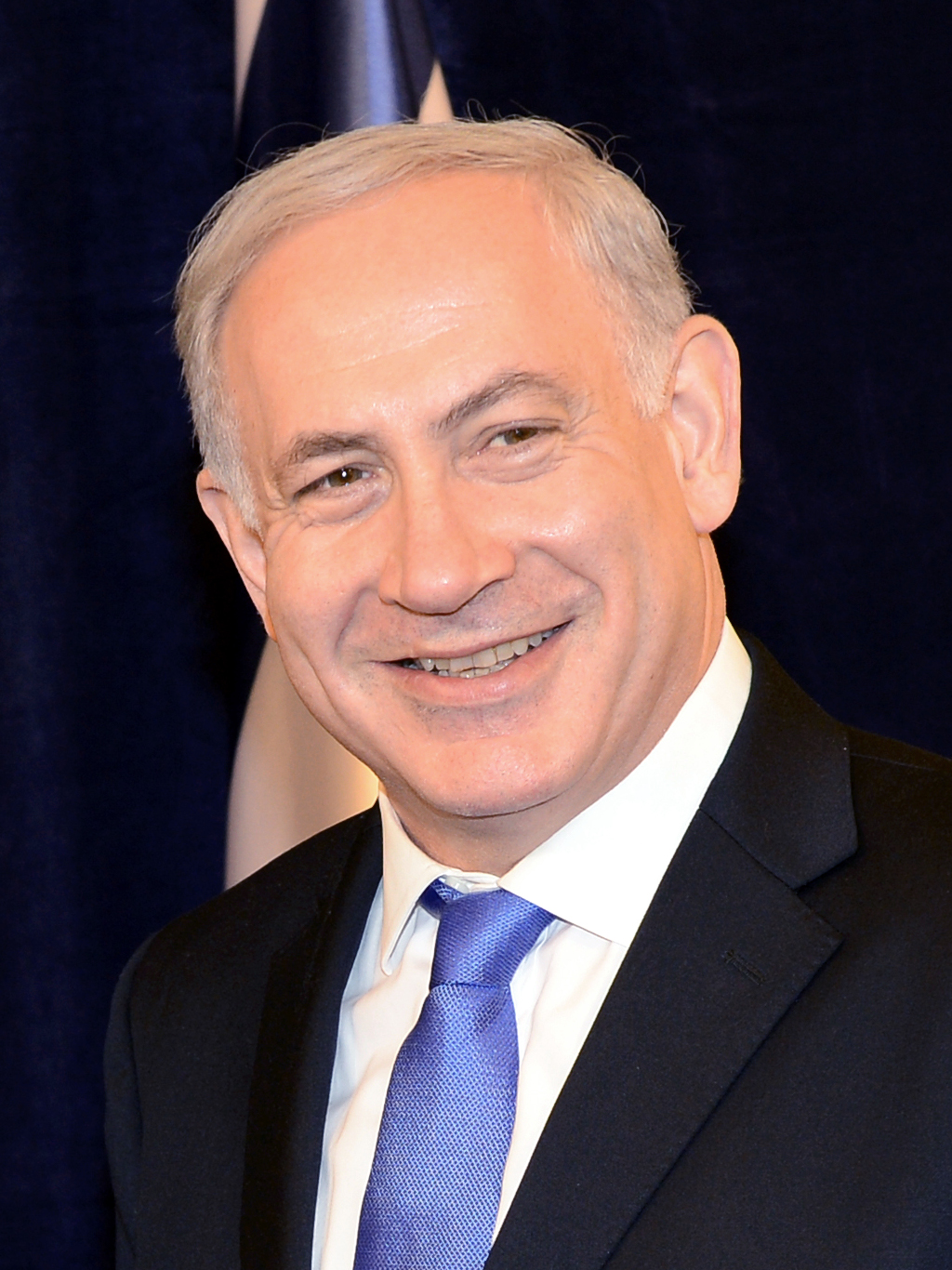
本雅明·内塔尼亚胡於1996－1999年、2009年－2021年出任總理，成為以色列建國以來任期第1長的總理。

內塔尼亞胡繼續贏得12月的利库德集团主席選舉，獲得黨內44.4％的選票，擔任利库德集团的第五位主席。前進黨的成立是利库德集团作為以色列兩個主要政黨之一地位的重大挑戰。沙龍的中心思想政策得到了民眾的普遍支持。利库德集团現在由反對以色列進一步單方撤離巴勒斯坦加沙地帶的人士領導，利庫德集團在選舉中的第一大黨地位受到損害。在前進黨成立後，利库德集团被視為比前進黨更具有右派傾向。然而，在以色列國會中有幾個政黨比利库德集团更為右派。
在2006年的國會選舉中，利库德集团在選舉中面對前進黨的分裂時崩潰了，利库德集团和沙斯黨淪為第三大黨。因工黨與前進黨合作，利庫德集團成為反對黨。
在2009年的國會選舉中，利库德集团贏得了27個席位，雖然在國會選舉中利库德集团成為第二大黨，足以讓內塔尼亞胡領導的利库德集团可以組成右翼聯合政府。經過一個多月的聯合談判，內塔尼亞胡能夠組成一個右翼聯合政府，相隔十年後再度出任總理。2012年1月31日舉行了利库德集团主席選舉，內塔尼亞胡擊敗費格林。
2013年以色列國會選舉，1月22日，内塔尼亚胡领导的利库德集团－我们的家园（兩黨聯合參選）共赢得31席，雖然議席減少11席，但維持第一大黨的地位，可以負責組建聯合政府。成立不久的中間派新政黨未来党赢得19席，中間偏左的工党則赢得15席。前進黨僅得2席。經過一個多月的組閣談判，最終内塔尼亚胡領導的利库德集团－我们的家园與中間派政黨未来党等達成協議，成功組建第三次聯合政府內閣，内塔尼亚胡亦成為以色列建國以來任期第二長的總理。
2014年12月总理内塔尼亚胡于周二宣布解除司法部长齐皮·利夫尼和财政部长亚伊尔·拉皮德职务，提前于2015年3月舉行大選。
2015年3月17日的大選，内塔尼亚胡領導的利库德集团取得30席，較選前增加12席，第四次組建聯合政府。因為長期作為利库德集团執政聯盟成員的以色列我們的家園退出，内塔尼亚胡的新聯合政府原只有61席，僅獲半數，但於2016年右翼的以色列我們的家園重新加入聯合政府後，聯合政府增至67席，成為以色列建國以來最為右翼的聯合政府。
内塔尼亚胡政府有較深宗教及保守的元素，不少內閣成員擁有極右翼色彩，他領導的聯合政府被認為是以色列歷來最為右翼的政府。

## 當前意識形態
利库德集团是由許多不同的非正式派系所組成的，這些派系也經常會互相重疊、但不一定會同意彼此的立場。截至2014年，利库德集团內有分為溫和派和強硬派。與以色列工黨相較，利库德集团在社會議題上傾向保守主義，在經濟上則接近於自由意志主義，並且與大型企業和中小企業都有緊密的關係，但很少獲得工會團體的支持，利库德集团支持較低的稅賦、在經濟議題上主張限制政府規模、並且支持商業發展。

### 經濟政策
利库德集团支持自由市場、資本主義和自由議程，儘管在實踐中它主要採取混合經濟政策。在財政部長和現任利库德集团領導人本雅明·内塔尼亚胡的領導下，利庫德通過立法減少增值稅、收入和企業稅以及關稅。同樣，它已經實行了自由貿易（特別是與歐洲聯盟和美國）。此外，它已經將許多政府所有的公司私有化，並且已經轉移到將以色列的土地私有化。內塔尼亞胡是迄今為止最熱烈支持自由市場以色列財政部長。他認為，以色列最大的工會有這麼多權力，有能力癱瘓以色列的經濟，並聲稱失業的主要原因是懶惰和對失業者的過多的好處。在內塔尼亞胡的領導下，利库德集团有可能保持比較財政上保守的經濟立場，但是，利库德集团的成員在經濟政策之間差別很大，有時甚至是相反的政策，一些利库德集团的成員支持左派經濟政策，以更符合以色列人的喜好。

### 巴勒斯坦政策
利库德集团強調國家安全政策是在對以色列持續敵意的威脅下的強大軍事力量的基礎，它已表示不願與它認為繼續尋求破壞猶太國家的鄰國談判，然而對阿拉伯國家意圖的懷疑，並沒有阻止利库德集团同阿拉伯國家達成協議，例如1979年與埃及的和平條約。利库德集团多年來願意與阿拉伯人達成相互接受的協議，這與其他右翼政黨的形成有關。與其他以色列右翼政黨一樣，利库德集团政治人物有時批評特別的最高法院的裁決，但它仍然致力於法治原則，希望鞏固憲法。
自1973年成立以來，利库德集团支持自由市场资本主义和犹太文化复兴。對外方面，利库德集团奉行擴張政策和一國方案，並主張維持軍事控制包括整個耶路撒冷在內的所有以色列領土，並強烈反對兩國方案及巴勒斯坦人立國。

### 文化政策
在歷史上，利库德集团曾經主張自由企業和民族主義，但它在實踐中損害了這些理想，特別是在其選區改變時。它對民粹主義經濟計劃的支持與其支持自由企業傳統的不一致，但其在小城鎮和城市社區為民族主義、低收入投票者服務。在宗教和國家政策上，利库德集团有一個溫和的立場，並且傾向於支持保持現狀。隨著時間的推移，利库德集团已經發揮了其選民基礎的傳統同情，雖然利库德集团的起源和意識形態是非常世俗的。宗教團體已經認為它是一個比工党更舒適的聯盟夥伴。
利库德集团促進猶太文化的复興，符合猶太復國主義的原則，利库德集团強調以色列的民族主義，如使用以色列國旗和在1948年以阿戰爭的勝利，利库德集团公開贊成新聞自由和促進私營部門媒體，然而由阿里埃勒·沙龍領導的以色列政府關閉了流行的右派海盜電台。

## 選票基礎

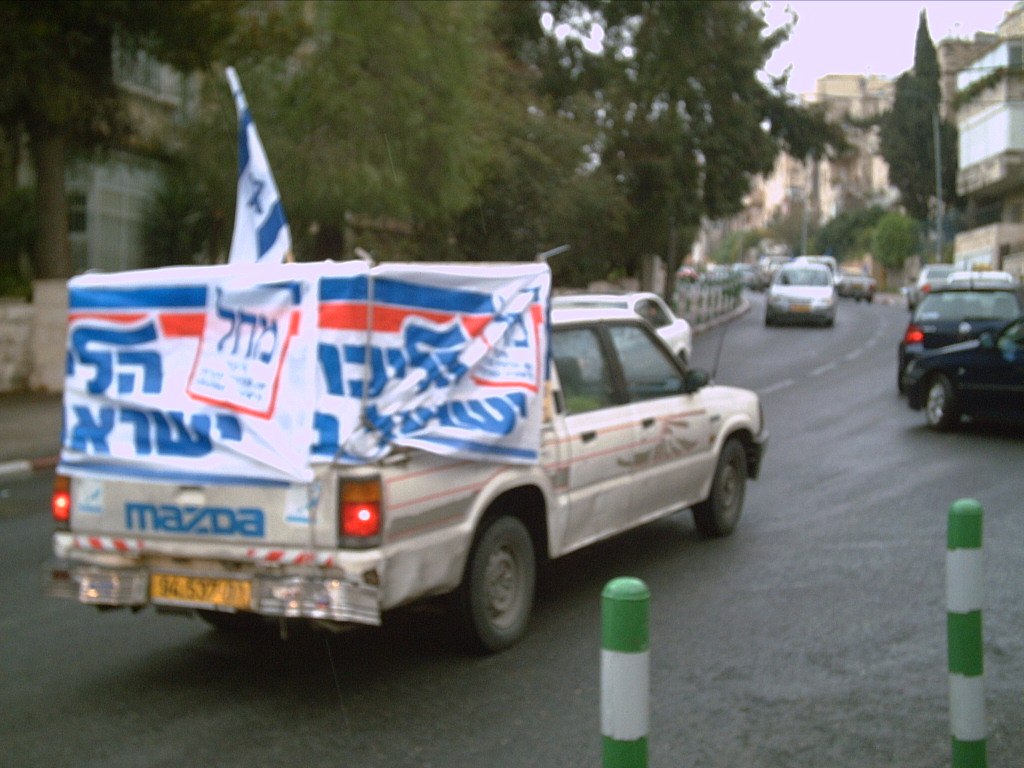
在2006年以色列國會選舉中利库德集团的宣傳車。

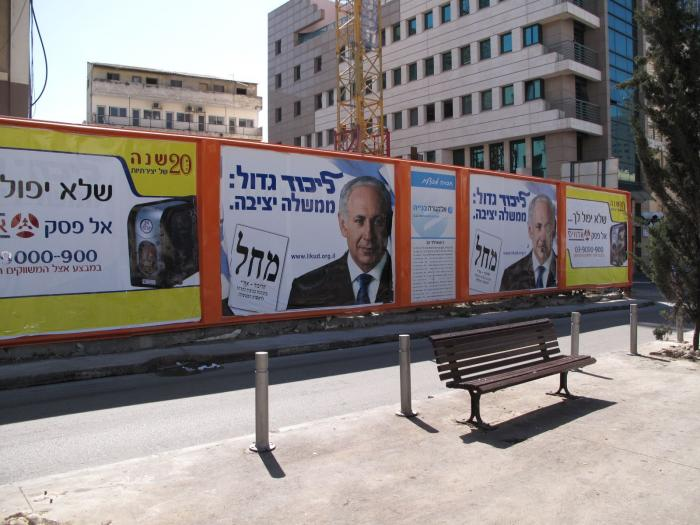
在2009年以色列國會選舉中利库德集团的宣傳橫額。

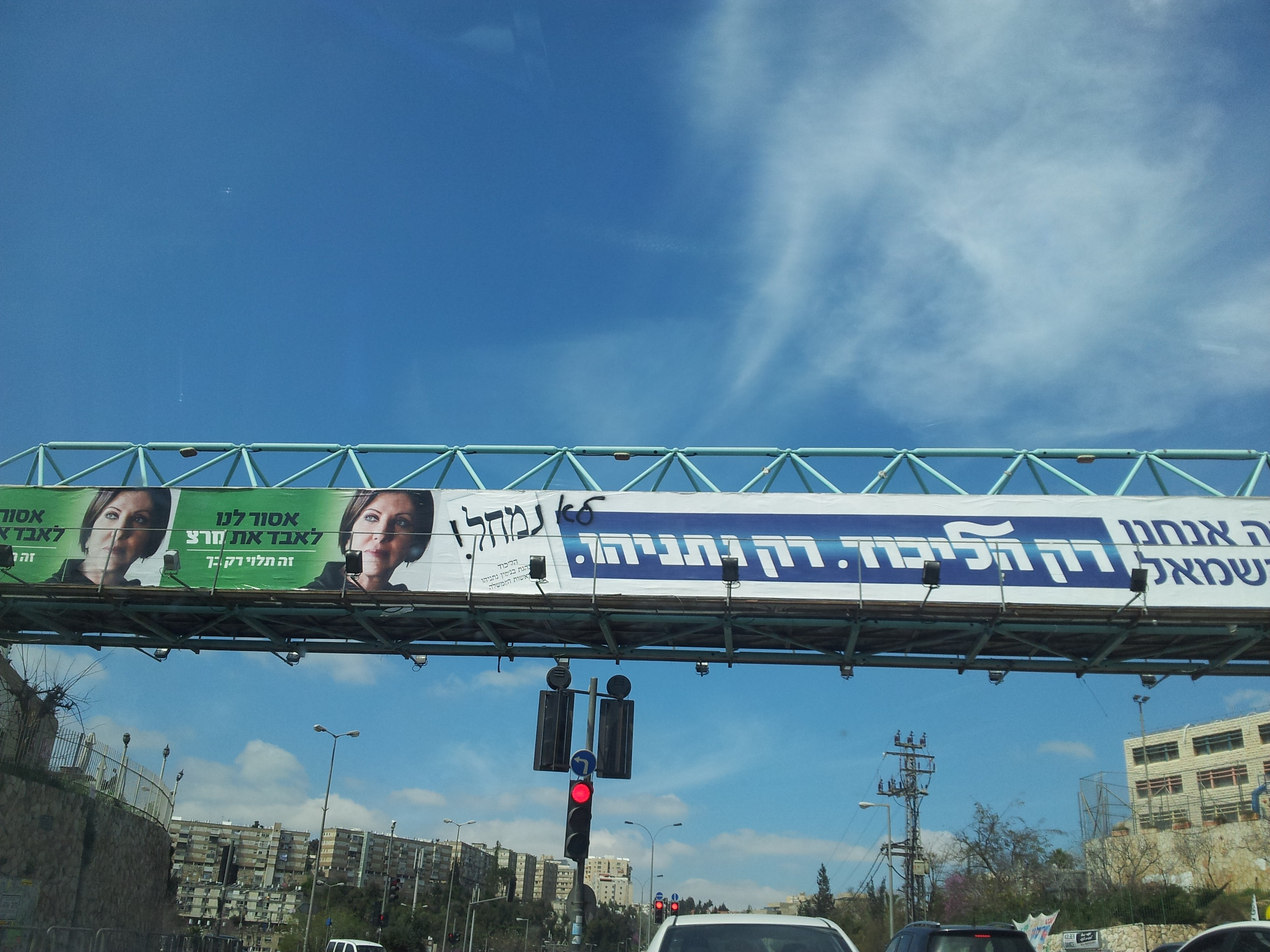
在2015年以色列國會選舉中利库德集团的宣傳橫額。

商業團體：利库德集团受到各種階層的商業團體的支持，從中小企業到大型企業都包括在內。
收入：利库德集团受到蓝领的支持。
宗教：利库德集团受到瑟法底犹太人和现代的犹太教正统派（特別是哈雷迪猶太教，是猶太教正統派中最保守的一支）的支持。

## 歷任主席
| 任次 | 任次 | 人次                                                         | 主席                                                   | 主席   | 任職日期 | 離職日期                     | 總理任期      |
| ---- | ---- | ------------------------------------------------------------ | ------------------------------------------------------ | ------ | -------- | ---------------------------- | ------------- |
|      | 1    | 1                                                            | 梅納赫姆·貝京 מנחם בגין Menachem Begin (1913年-1992年) |        | 1973年   | 1983年                       | 1977年-1983年 |
| 2    | 2    | 伊扎克·沙米爾 יצחק שמיר Yitzhak Shamir (1915年-2012年)       |                                                        | 1983年 | 1993年   | 1983年-1984年，1986年-1992年 |               |
| 3    | 3    | 本雅明·內塔尼亞胡 בנימין נתניהו Benjamin Netanyahu (1949年-) |                                                        | 1993年 | 1999年   | 1996年-1999年                |               |
| 4    | 4    | 阿里埃勒·沙龍 אריאל שרון Ariel Sharon (1928年-2014年)        |                                                        | 1999年 | 2005年   | 2001年-2006年                |               |
| 5    | (3)  | 本雅明·內塔尼亞胡 בנימין נתניהו Benjamin Netanyahu (1949年-) |                                                        | 2005年 | 現任     | 2009年-2021年，2022年至今    |               |

2005年12月19日，以色列总理本雅明·内塔尼亚胡再次赢得利库德集团主席选举，他的竞争对手沙洛姆承认败北。

## 選舉
| 選舉      | 领导人            | 得票      | 得票比例 | 議席    | 議席     | +/-    | +/- | 政府?                  |
| --------- | ----------------- | --------- | -------- | ------- | -------- | ------ | --- | ---------------------- |
| 1973年    | 梅納赫姆·貝京     | 473,309   | 30.2%    | 39 (#2) | 39 / 120 | ▲30.2% | ▲39 | 反對黨                 |
| 1977年    | 梅納赫姆·貝京     | 583,968   | 33.4%    | 43 (#1) | 43 / 120 | ▲3.2%  | ▲4  | 聯合政府               |
| 1981年    | 梅納赫姆·貝京     | 718,941   | 37.1%    | 48 (#1) | 48 / 120 | ▲3.7%  | ▲5  | 聯合政府               |
| 1984年    | 伊扎克·沙米爾     | 661,302   | 31.9%    | 41 (#2) | 41 / 120 | ▼5.2%  | ▼7  | 聯合政府               |
| 1988年    | 伊扎克·沙米爾     | 709,305   | 31.1%    | 40 (#1) | 40 / 120 | ▼0.8%  | ▼1  | 聯合政府               |
| 1992年    | 伊扎克·沙米爾     | 651,229   | 24.9%    | 32 (#2) | 32 / 120 | ▼6.2%  | ▼8  | 反對黨                 |
| 1996年    | 本雅明·內塔尼亞胡 | 767,401   | 25.1%    | 22 (#2) | 22 / 120 | ▲0.2%  | ▼10 | 聯合政府               |
| 1999年    | 本雅明·內塔尼亞胡 | 468,103   | 14.1%    | 19 (#2) | 19 / 120 | ▼11.0% | ▼3  | 反對黨 (1999年-2001年) |
| 2003年    | 阿里埃勒·沙龍     | 925,279   | 29.4%    | 38 (#1) | 38 / 120 | ▲15.3% | ▲19 | 聯合政府               |
| 2006年    | 本雅明·內塔尼亞胡 | 281,996   | 9.0%     | 12 (#4) | 12 / 120 | ▼20.4% | ▼26 | 反對黨                 |
| 2009年    | 本雅明·內塔尼亞胡 | 729,054   | 21.6%    | 27 (#2) | 27 / 120 | ▲12.6% | ▲15 | 聯合政府               |
| 2013年    | 本雅明·內塔尼亞胡 | 884,631   | 23.3%    | 20 (#1) | 20 / 120 | ▲1.7%  | ▼7  | 聯合政府               |
| 2015年    | 本雅明·內塔尼亞胡 | 984,966   | 23.4%    | 30 (#1) | 30 / 120 | ▲0.1%  | ▲10 | 聯合政府               |
| 2019年4月 | 本雅明·內塔尼亞胡 | 1,138,772 | 26.5%    | 35 (#1) | 35 / 120 | ▲3.1%  | ▲5  | 看守政府               |
| 2019年9月 | 本雅明·內塔尼亞胡 | 1,111,535 | 25.1%    | 32 (#2) | 32 / 120 | ▼1.4%  | ▼3  | 看守政府               |
| 2020年    | 本雅明·內塔尼亞胡 | 1,349,171 | 29.5%    | 36 (#1) | 36 / 120 | ▲4.4%  | ▲4  | 聯合政府               |
| 2021年    | 本雅明·內塔尼亞胡 | 1,066,892 | 24.2%    | 30 (#1) | 30 / 120 | ▼5.3%  | ▼6  | 最大反對黨             |
| 2022年    | 本雅明·內塔尼亞胡 | 1,115,049 | 23.4%    | 32 (#1) | 32 / 120 | ▼0.8%  | ▲2  | 聯合政府               |